# Stol (Babušnica)
Pour les articles homonymes, voir Stol.
Stol (en serbe cyrillique : Стол) est un village de Serbie situé dans la municipalité de Babušnica, district de Pirot. Au recensement de 2011, il comptait 246 habitants.

## Démographie

### Évolution historique de la population
| 1948 | 1953 | 1961 | 1971 | 1981 | 1991 | 2002 | 2011 |
| ---- | ---- | ---- | ---- | ---- | ---- | ---- | ---- |
| 939  | 934  | 858  | 745  | 584  | 455  | 347  | 246  |

|  |